# Bundesamt für Wohnungswesen

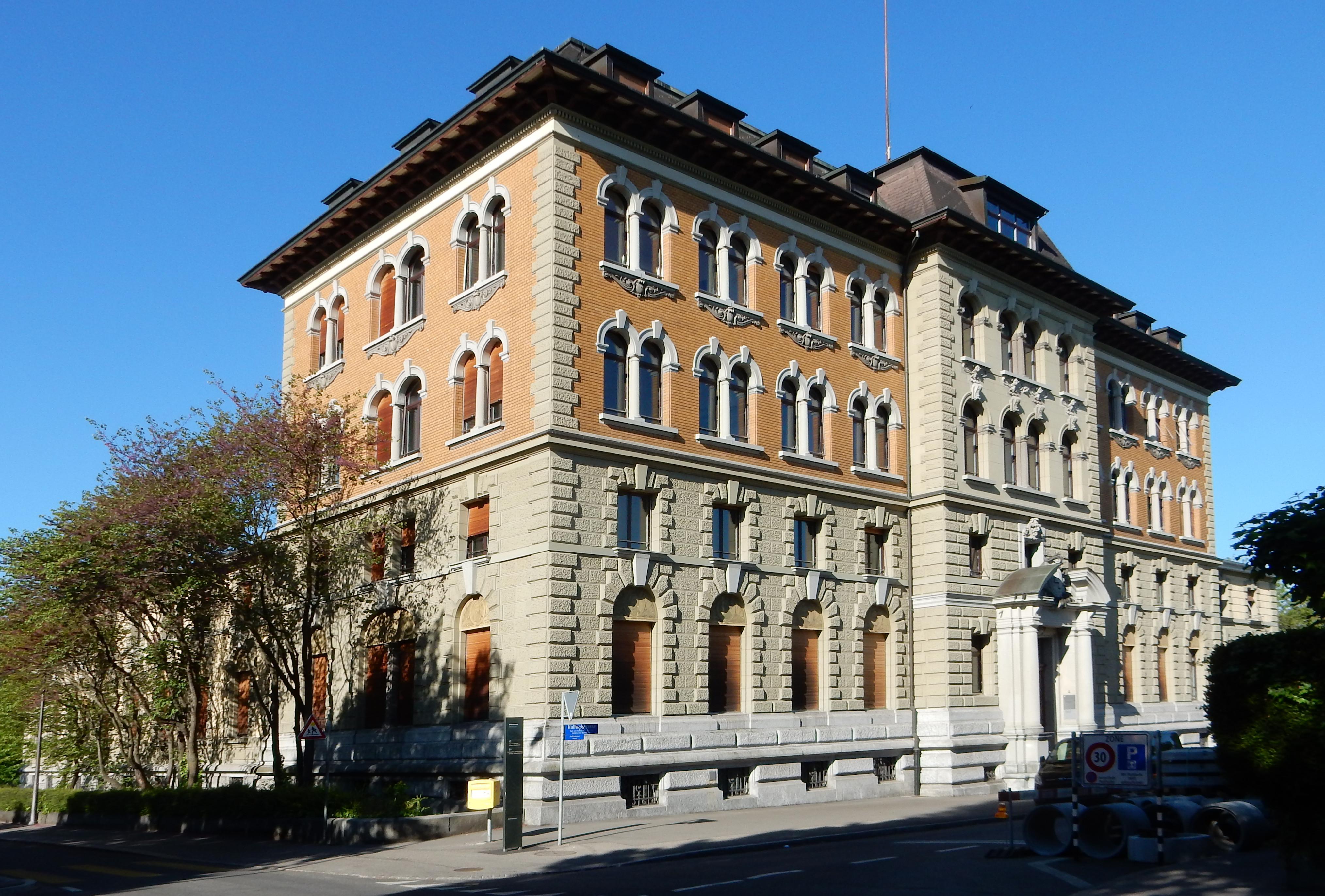
Das Bundesamt für Wohnungswesen befindet sich in Bern an der Hallwylstrasse 4 (2021)

Das Bundesamt für Wohnungswesen BWO (französisch Office fédéral du logement OFL, italienisch Ufficio federale delle abitazioni UFAB, rätoromanisch Uffizi federal d’abitaziuns UFAB) ist eine Bundesbehörde der Schweizerischen Eidgenossenschaft.
Es ist ein Amt des Eidgenössischen Departements für Wirtschaft, Bildung und Forschung WBF und hat seinen Sitz in Bern. Von 1995 bis 2021 befand es sich in Grenchen.
Das BWO ist für den Vollzug der Bundesgesetze im Bereich der Wohnraumförderung und des Mietrechts zuständig. Es erarbeitet Entscheidungsgrundlagen zur Verbesserung des Wohnraumangebots und des Wohnumfelds sowie der Transparenz auf dem Wohnungsmarkt.

## Personalbestand ab 2001
| Jahr | Vollzeitstellen |
| ---- | --------------- |
| 2001 | 48              |
| 2002 | 49              |
| 2003 | 49              |
| 2004 | 47              |
| 2005 | 49              |
| 2006 | 49              |
| 2007 | 48              |
| 2008 | 47              |
| 2009 | 44              |
| 2010 | 42              |
| 2011 | 41              |
| 2012 | 40              |
| 2013 | 39              |
| 2014 | 39              |
| 2015 | 40              |
| 2016 | 39              |
| 2017 | 38              |
| 2018 | 35              |
| 2019 | 32              |
| 2020 | 31              |
| 2021 | 31              |
| 2022 | 29              |
| 2023 | 27              |
| 2024 | 30              |